# Молодіжна першість України з футболу 2020—2021
17-та молодіжна першість України з футболу серед команд до 21 року проходила з 20 серпня 2020 року по 8 травня 2021 року. Це останній сезон першості, з сезону 2021/2022 її проведення було скасовано, а дублюючі команди клубів УПЛ отримали можливість за бажанням виступати у змаганнях ПФЛ.

## Учасники
У турнірі беруть участь 14 молодіжних команд:
| - «Ворскла» (Полтава) - «Десна» (Чернігів) - «Динамо» (Київ) - «Дніпро-1» (Дніпро) - «Зоря» (Луганськ) - «Інгулець» (Петрове) - «Колос» (Ковалівка) | - ФК «Львів» - ФК «Маріуполь» - ФК «Минай» - ФК «Олександрія» - «Олімпік» (Донецьк) - «Рух» (Львів) - «Шахтар» (Донецьк) |

 — нові команди.

## Турнірна таблиця
| М  | Команда               | І  | В  | Н | П  | РМ    | О  |
| -- | --------------------- | -- | -- | - | -- | ----- | -- |
|    | «Динамо» U-21         | 26 | 22 | 3 | 1  | 96−20 | 69 |
|    | «Шахтар» U-21         | 26 | 20 | 2 | 4  | 73−22 | 62 |
|    | «Рух» U-21            | 26 | 15 | 7 | 4  | 60−30 | 52 |
| 4  | ФК «Олександрія» U-21 | 26 | 15 | 5 | 6  | 58−31 | 50 |
| 5  | «Ворскла» U-21        | 26 | 13 | 4 | 9  | 56−39 | 43 |
| 6  | «Дніпро-1» U-21       | 26 | 12 | 6 | 8  | 54−43 | 42 |
| 7  | «Колос» U-21          | 26 | 12 | 4 | 10 | 62−47 | 40 |
| 8  | ФК «Маріуполь» U-21   | 26 | 11 | 6 | 9  | 47−42 | 39 |
| 9  | «Зоря» U-21           | 26 | 10 | 4 | 12 | 50−53 | 34 |
| 10 | ФК «Львів» U-21       | 26 | 8  | 3 | 15 | 45−49 | 27 |
| 11 | ФК «Минай» U-21       | 26 | 5  | 4 | 17 | 21−60 | 19 |
| 12 | «Олімпік» U-21        | 26 | 4  | 4 | 18 | 21−77 | 16 |
| 13 | «Десна» U-21          | 26 | 3  | 5 | 18 | 23−76 | 14 |
| 14 | «Інгулець» U-21       | 26 | 3  | 1 | 22 | 18−95 | 10 |

## Найкращі бомбардири
| № | Футболіст        | Команда             | Голи (пен.) |
| - | ---------------- | ------------------- | ----------- |
| 1 | Владислав Ванат  | «Динамо» U-21       | 26 (5)      |
| 2 | Антон Байдал     | ФК «Маріуполь» U-21 | 17 (5)      |
| 3 | Вікентій Волошин | «Динамо» U-21       | 15          |
| 4 | Богдан В'юнник   | «Шахтар» U-21       | 15 (3)      |